# حسن مطرود
حسن مطرود (من مواليد 1 يناير 1976) هو مدافع كرة قدم عراقي سابق لعب لمنتخب العراق في كأس آسيا 1996. لعب لمنتخب العراق بين عامي 1996 و1999.
ولعب في دورة الألعاب العربية 1999 وتصفيات كأس آسيا 2000.